# Guldbaggegalan 1988
Den 23:e Guldbaggegalan, som belönade svenska filmer från 1987, hölls den 1 februari 1988.

## Vinnare
| Bästa film                      | Bästa regi                        |
| ------------------------------- | --------------------------------- |
| - Pelle Erövraren – Per Holst   | - Kjell Grede – Hip hip hurra!    |
| Bästa skådespelerska            | Bästa skådespelare                |
| - Lene Brøndum – Hip hip hurra! | - Max von Sydow – Pelle Erövraren |
| Juryns specialbagge             | Ingmar Bergman-priset             |
| - Bo Jonsson                    | - Inger Pehrsson och Ulf Berggren |